# Ambasciatori austriaci in Turchia
L'ambasciatore austriaco in Turchia è il primo rappresentante diplomatico dell'Austria (già del Sacro Romano Impero, dell'Impero austriaco e dell'Impero austro-ungarico) presso la Turchia (Impero ottomano sino al 1918).

## Sacro Romano Impero
- 1510-1530: Frederico di Strassoldo
- 1530-1554: Benedikt Kuripečič
- 1554-1572: Ogier Ghislain de Busbecq
- 1572-1578: David Ungnad
- 1578-1608: Johann Joachim von Sinzendorf
- 1608-1616: Adam zu Herberstein
- 1616-1618: Hermann Czernin von Chudenitz
- 1700-1701: Philipp Ludwig Wenzel von Sinzendorf
- 1701-1703: Leopold Mamuca della Torre
- 1703-1711: Leopold von Talmann
- 1711-1719: Anselm Franz von Fleischmann
- 1719-1720: Damian Hugo von Virmont
- 1720-1728: Josef von Dirling
- 1728-1737: Ludwig von Talmann

Interruzione delle relazioni diplomatiche
- 1740-1741: Anton Corfiz Ulfeldt
- 1741-1754: Heinrich von Penckler
- 1754-1762: Josef von Schwachheim
- 1762-1766: Heinrich von Penckler
- 1766: Franz Anton Brognard
- 1766-1769: Josef von Heinrich
- 1769-1779: Emanuel von Tassara
- 1779-1788: Peter Philipp von Herbert-Rathkeal

Interruzione delle relazioni diplomatiche
- 1791-1792: Bartholomäus von Testa
- 1792: Peter Philipp von Herbert-Rathkeal
- 1792-1802: Bartholomäus von Testa
- 1802-1806: Ignaz Lorenz von Stürmer

## Impero austriaco
- 1806-1818: Ignaz Lorenz von Stürmer
- 1818-1822: Rudolf von Lützow
- 1822-1832: Franz von Ottenfels-Gschwind
- 1832: Bartholomäus von Stürmer
- 1832-1853: Eduard von Klezl
- 1853-1855: Karl Ludwig von Bruck
- 22 febbraio - 12 ottobre 1855: August von Koller
- 1855-1867: Anton von Prokesch-Osten

## Impero austro-ungarico
- 1867-1872: Anton von Prokesch-Osten
- 1872-1874: Emanuel von Ludolf
- 1874-1880: Franz Zichy zu Zich und von Vásonykeö
- 1880-1906: Heinrich von Calice
- 1906-1918: János von Pallavicini

## Repubblica austriaca
- 1924-1933: August Kral
- 1933-1946: Karl Buchberger
- 1946-1952: Clemens Wildner
- 1952-1958: Erich Bielka
- 1958-1963: Karl Hartl
- 1963-1965: Olivier Resseguier
- 1965-1968: Wolfgang Jungwirth
- 1968-1976: Franz Herbatschek
- 1976-1979: Heinz Laube
- 1979-1983: Franz Wunderbaldinger
- 1983-1988: Klaus Ziegler
- 1988-1993: Friedrich Zanetti
- 1993-1998: Johann Plattner
- 1998-2001: Ralph Scheide
- 2001-2006: Marius Calligaris
- 2006-2012: Heidmaria Gürer
- 2012-2017: Klaus Wölfer
- 2017-2019: Ulrike Tilly
- Dal 2019: Johannes Wimmer